# راشيل براون
راشيل براون (بالإنجليزية: Rachel Brown)‏ (و. 1980  م) هي لاعبة كرة قدم، من المملكة المتحدة، شاركت في ألعاب أولمبية صيفية 2012، تلعب كحارسة مرمى.

## التعليم
تعلمت في جامعة بيتسبرغ.

## روابط خارجية
- راشيل براون على موقع الاتحاد الدولي (مؤرشف)  (الإنجليزية)
- راشيل براون على موقع الاتحاد الأوربي (الإنجليزية)
- راشيل براون على موقع قاعدة بيانات كرة القدم.إي يو (الإنجليزية)
- راشيل براون على موقع Soccerway.com (الإنجليزية)
- راشيل براون على موقع عالم كرة القدم.نت (الإنجليزية)
- راشيل براون على موقع اللجنة الأولمبية الدولية (الإنجليزية)
- راشيل براون على موقع أوليمبيديا (الإنجليزية)